# Banjan
Ban‍jan je smokva koja počinje svoj životni ciklus kao epifitna biljka, kada njeno seme pusti klice kroz pukotine i napukline drveta domaćina ili struktura kao što su građevine i mostovi.

## Spoljašnje veze
- , . „” [Давитељи и банјани]. . Архивирано из оригинала 18. 5. 2007. г.

- „”. . Архивирано из оригинала 27. 8. 2008. г.